# Jesuísmo
O jesuísmo é uma visão filosófica diferente da visão do cristianismo ortodoxo sobre Jesus, mas que aprecia os ensinamentos dele e a sua forma de viver como sendo a de um "homem bom e inteligente", mas rejeita a sua divindade.
Para alguns teólogos o termo "jesuísmo" é uma forma de opor ao paulinismo que, segundo estes filósofos, teria alterado as doutrinas e ensinamentos de Jesus e de verdadeiros apóstolos.   

## Definições
Diferentes pensadores entendem que há distinções relevantes entre as doutrinas presentes nos Evangelhos Sinópticos (Evangelhos de Mateus, Marcos e Lucas) e na Carta de Tiago e no restante do Novo Testamento, dentre eles, podem-se citar:
- o livre-pensador e ex-Shaker, DeRobigne Mortimer Bennett, que, em 1878, escreveu que existiria um "jesuísmo" distinto do "paulinismo"[5];
- o patologista e ateísta americano Frank Seaver Billings, que definiu "jesuísmo" como o "cristianismo dos evangelhos" e uma filosofia que "pode ser atribuída diretamente aos ensinamentos de Jesus o Nazareno"[6];
- o jornal adventista, "Signs of the Times", em 1909, publicou uma edição intitulada: "Modern Christianity Not Jesusism", em que é colocada a pergunta: "O cristianismo de hoje não é o antigo cristianismo original. Não é judaísmo, pois é não é a religião que Jesus pregou. Não é hora de fazer do cristianismo a religião que ele pregou pessoalmente e praticou pessoalmente? "[7];
- O teólogo Bouck White, em 1911, definiu "jesuísmo "como" a religião que Jesus pregou."[8];
- Lord Ernest Hamilton, em 1912, escreveu que "jesuísmo" era simplesmente amar um ao outro e amar a Deus[9];
- O teólogo Lyman Fairbanks George, em 1914, descreveu a filosofia do jesuísmo no livro "The Naked Truth of Jesusism from Oriental Manuscripts"[10];
- John Lindsay Falvey, em 2009, declarou que "a história do evangelho difere tanto da doutrina da Igreja que poderia muito bem ser de uma religião diferente - o jesuísmo"[11].
- Owen Flanagan, em 2007, definiu jesuísmo como a "mensagem" de Jesus e observou que a maioria das igrejas cristãs não endossa a mensagem de Jesus com sinceridade. Além disso, caracterizou o jesuísmo como uma filosofia naturalista e racionalista, rejeitando o conflito entre fé e ciência[12];
- Rodney Stenning Edgecombe, em um ensaio publicado em 2009, observou como o cristianismo se afastou do jesuísmo, ou seja, dos princípios morais que Jesus pregou[13].

Vários grupos usam os termos "jesuísmo", "jesusismo" e "jesuanismo". Neles incluem-se cristãos desencantados que são críticos da religião institucionalizada ou do cristianismo paulino, gente que prefere identificar-se como discípulos de Jesus em vez de cristãos, cristãos ateus que aceitam os ensinamentos de Jesus mas não acreditam em Deus, e ateus que rejeitam todas as religiões incluindo o jesuísmo. Os aderentes poderem ser designados por jesuistas, jesusistas ou jesuanos.